# Petuner

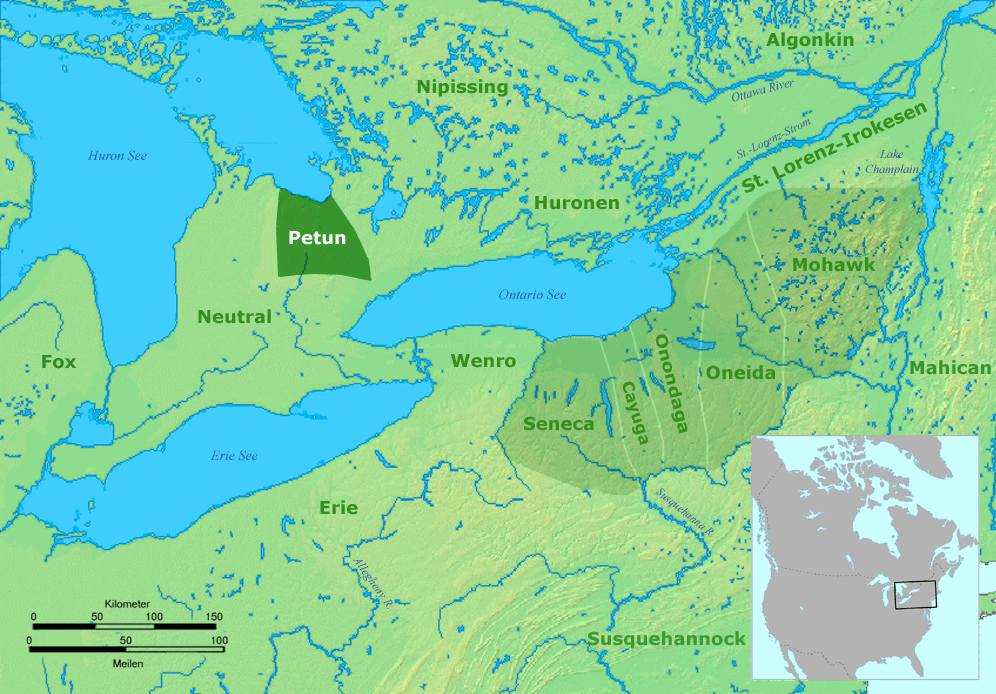
Petunernas bosättningsområde med omgivande folkgrupper.

Petuner, Tionontati eller Khionontateronon, var ett irokesiskt folk vilka bodde i nio storbyar i nuvarande Ontario. De förintades politiskt och demografiskt av Irokesförbundet 1649. De som undkom flydde till Michigan och Wisconsin där de förenades med de huroner som undkommit irokeserna till en ny etnisk grupp, wyandoter.